# The Scream
The Scream var ett amerikanskt hårdrocksband bildat i slutet av 1980-talet i Los Angeles. Bandet bestod ursprungligen av John Corabi (sång/gitarr), Bruce Bouillet (gitarr), John Alderete (bas) och Scott Travis (trummor). Travis lämnade gruppen tidigt för att bli trummis i Judas Priest och ersattes av Walt Woodward III.
1991 gav de ut debutalbumet Let It Scream på Hollywood Records, varpå Corabi lämnade gruppen för att ersätta Vince Neil i Mötley Crüe. Istället värvades Billy Fogarty till bandet som spelade in sitt andra album, Takin' It to the Next Level. På grund av problem med skivbolaget gavs albumet dock aldrig ut och bandet upplöstes.

## Medlemmar
- John Corabi – sång, akustisk gitarr (1989–1992)
- Bruce Bouillet – gitarr, akustisk gitarr, lap steel guitar (1989–1993)
- Juan Alderete (f. John Peter Alderete) – basgitarr, akustisk basgitarr, bakgrundssång (1989–1993)
- Scott Travis – trummor (1989)
- Walt Woodward III – trummor, slagverk, bakgrundssång (1990–1993; död 2010)
- Billy Fogarty – sång (1992–1993)

## Diskografi
Studioalbum
- 1991 – Let It Scream

Singlar
- 1991 – "Man in the Moon"
- 1991 – "Outlaw" / "Catch Me If You Can" / "Man in the Moon"
- 1992 – "Father, Mother, Son"